# ATG9A
ATG9A‏ (Autophagy related 9A) هوَ بروتين يُشَفر بواسطة جين ATG9A في الإنسان.